# Cersay
Cersay is een plaats en voormalige gemeente in het Franse departement Deux-Sèvres in de regio Nouvelle-Aquitaine. De plaats maakt deel uit van het arrondissement Bressuire.

## Geschiedenis
Op 1 januari 1973 werd de buurgemeente Saint-Pierre-à-Champ opgenomen in de gemeente. Toen op 1 januari 2017 Cersay fuseerde met de buurgemeenten Bouillé-Saint-Paul en Massais tot de commune nouvelle Val en Vignes kregen zowel de voormalige gemeenten, inclusief Saint-Pierre-à-Champ, de status commune déléguée van de nieuwe gemeente, waarvan Cersay de hoofdplaats werd.

## Geografie
De oppervlakte van Cersay bedraagt 37,1 km², de bevolkingsdichtheid is 26,3 inwoners per km².
De onderstaande kaart toont de ligging van Cersay met de belangrijkste infrastructuur en aangrenzende gemeenten.

## Demografie
Onderstaande figuur toont het verloop van het inwonertal.
Bouillé-Saint-Paul · Cersay · Massais · Saint-Pierre-à-Champ